# Чемпіонат України з хокею 1993
1-й розіграш чемпіонату України з хокею було проведено з 5 по 13 квітня 1993 р. Даний турнір став дебютним хокейним чемпіонатом незалежної України. Розіграш відбувся в Київському Палаці спорту.

## Регламент змагань
Регламент змагань передбачав проведення двох етапів. На першому з них шість команд мали зіграти між собою в одноколовому турнірі і визначити двох учасників фінального раунду.
На фінальному єтапі до двох переможців попереднього раунду приєднувався єдиний тогочасний професійний хокейний клуб України – київський «Сокіл». Три фіналісти розіграли перший комплект нагород вітчизняного хокейного чемпіонату.

### Склад учасників
До участі в першому чемпіонаті України були допущені команди, що змагалися в колишньому радянському хокейному чемпіонаті – вищоліговий «Сокіл», друголігова ШВСМ та представник першості колективів фізкультури «Норд». Замість розформованого першолігового харківського «Динамо» від столиці Слобожанщини заявлено було «Юпітер», кістяк якого складали колишні гравці зниклого клубу.
Дебютантами змагань на вищому хокейному рівні були команди київського КПІ та харківського ОУФК. Юніорська збірна України віком до 18 років через участь в чемпіонаті України набувала досвіду перед відповідальними міжнародними стартами.

### Попередній етап
Ігри попереднього етапу тривали з 5 по 9 квітня, протягом п'яти повних турів було зіграно 15 матчів.
Матч першого туру між юніорською збірною України та київським КПІ, який відбувся 5 квітня 1993 року і завершився з рахунком 7:5 на користь юніорів, ввійшов до історії як перший матч незалежного українського чемпіонату.
| Місце | Команда             | 1    | 2   | 3   | 4   | 5   | 6    | І | В | Н | П | Ш     | Р   | О |
| ----- | ------------------- | ---- | --- | --- | --- | --- | ---- | - | - | - | - | ----- | --- | - |
| 1     | ШВСМ Київ           |      | 7:3 | 1:1 | 3:1 | 7:1 | 12:0 | 5 | 4 | 1 | 0 | 30:60 | +24 | 9 |
| 2     | «Юпітер» Харків     | 3:7  |     | 3:0 | 5:1 | 7:4 | 8:2  | 5 | 4 | 0 | 1 | 26:14 | +12 | 8 |
| 3     | КПІ Київ            | 1:1  | 0:3 |     | 5:7 | 9:5 | 8:2  | 5 | 2 | 1 | 2 | 23:18 | +5  | 5 |
| 4     | Збірна України U-18 | 1:3  | 1:5 | 7:5 |     | 9:1 | 2:3  | 5 | 2 | 0 | 3 | 20:17 | +3  | 4 |
| 5     | «Норд» Донецьк      | 1:7  | 4:7 | 5:9 | 1:9 |     | 8:5  | 5 | 1 | 0 | 4 | 19:37 | -18 | 2 |
| 6     | ОУФК Харків         | 0:12 | 2:8 | 2:8 | 3:2 | 5:8 |      | 5 | 1 | 0 | 4 | 12:38 | -26 | 2 |

### Фінальний етап
Ігри фінального етапу відбулися з 11 по 13 квітня і складалися з трьох матчів.
| Місце | Команда         | 1   | 2   | 3   | І | В | Н | П | Ш     | Р  | О |
| ----- | --------------- | --- | --- | --- | - | - | - | - | ----- | -- | - |
| 1     | «Сокіл» Київ    |     | 9:3 | 5:2 | 2 | 2 | 0 | 0 | 14:50 | +9 | 4 |
| 2     | ШВСМ Київ       | 3:9 |     | 4:1 | 2 | 1 | 0 | 1 | 07:10 | -3 | 2 |
| 3     | «Юпітер» Харків | 2:5 | 1:4 |     | 2 | 0 | 0 | 2 | 03:90 | -6 | 0 |

| 11 квітня 1993 | ШВСМ Київ | 4 : 1 (1:0, 3:1, 0:0) | «Юпітер» Харків | Палац спорту |

| |                     |                                               |  | Арбітр: В. Земськов |
| В. Шахрайчук — 06:00 О. Сухенко (В. Тимченко) — 24:00 С. Чумак (В. Сірик) — більш. — 32:00 Д. Лобановський (В. Тимченко) — 37:00 | 1:0 2:0 3:0 3:1 4:1 | 33:00 — В. Коробенко (С. Дрижак, С. Колесник) |  |                     |
| 6 хв. | Вилучення           | 10 хв.                                        |  |                     |
| |                     |                                               |  |                     |

| 12 квітня 1993 | «Сокіл» Київ | 5 : 2 (2:0, 2:2, 1:0) | «Юпітер» Харків | Палац спорту |

| |                             |                                                                             |  | Арбітр: А. Друкаренко |
| В. Олецький (А. Ніколаєв) — 03:00 В. Литвиненко (Ю. Гунько) — 05:00 Д. Підгурський (Є. Аліпов, В. Кулабухов) — 25:00 В. Олецький (В. Кирик, М. Фадєєв) — більш. — 38:00 В. Литвиненко (Ю. Гунько) — менш. — 55:00 | 1:0 2:0 2:1 3:1 3:2 4:2 5:2 | 25:00 — О. Галкін (В. Дровянніков) 32:00 — Е. Цируль (О. Іваненко) — більш. |  |                       |
| 14 хв. | Вилучення                   | 10 хв.                                                                      |  |                       |
| |                             |                                                                             |  |                       |

| 13 квітня 1993 | «Сокіл» Київ | 9 : 3 (3:0, 3:1, 3:2) | ШВСМ Київ | Палац спорту |

| |                                                 |                                                        |  | Арбітр: В. Бабинець |
| В. Бобровников — 03:00 В. Литвиненко — 05:00 А. Бущан (К. Буценко) — 14:00 В. Олецький (О. Полковников) — 22:00 В. Завальнюк — 24:00 В. Кулабухов — 25:00 О. Савицький — більш. — 50:00 А. Ніколаєв (А. Бущан) — 53:00 В. Литвиненко (А. Бущан) — 57:00 | 1:0 2:0 3:0 4:0 5:0 6:0 6:1 6:2 6:3 7:3 8:3 9:3 | 29:00 — Д. Крамаренко 41:00 — І. Шуст 41:00 — Д. Бауба |  |                     |
| 8 хв. | Вилучення                                       | 12 хв.                                                 |  |                     |
| |                                                 |                                                        |  |                     |

## Підсумкова класифікація
| Місце | Команда             |
| ----- | ------------------- |
| 1     | «Сокіл» Київ        |
| 2     | ШВСМ Київ           |
| 3     | «Юпітер» Харків     |
| 4     | КПІ Київ            |
| 5     | Збірна України U-18 |
| 6     | «Норд» Донецьк      |
| 7     | ОУФК Харків         |

## Бомбардири
| Місце | Гравець            | Команда         | І | Ш | П | О | Х | +/− |
| ----- | ------------------ | --------------- | - | - | - | - | - | --- |
| 1     | Олександр Іваненко | «Юпітер» Харків | 7 | 5 | 3 | 8 |   |     |
| 2     | Олександр Сухенко  | ШВСМ Київ       | 7 | 4 | 3 | 7 |   |     |
| 3     | Костянтин Благодир | «Юпітер» Харків | 7 | 5 | 1 | 6 |   |     |
| 4     | Андрій Олексієнко  | ШВСМ Київ       | 7 | 4 | 2 | 6 |   |     |
| 4     | Вадим Шахрайчук    | ШВСМ Київ       | 7 | 4 | 2 | 6 |   |     |
| 6     | Олександр Житков   | «Норд» Донецьк  | 5 | 3 | 3 | 6 |   |     |
| 6     | Олексій Галкін     | «Юпітер» Харків | 7 | 3 | 3 | 6 |   |     |
| 8     | Олександр Куликов  | КПІ Київ        | 5 | 1 | 5 | 6 |   |     |
| 8     | В'ячеслав Тимченко | ШВСМ Київ       | 7 | 1 | 5 | 6 |   |     |

## Чемпіони
Воротар:
- В'юхін Олександр Євгенович (09.01.1973)

Захисники:
- Бущан Андрій Петрович (1970)
- Гунько Юрій Дмитрович (28.02.1972)
- Завальнюк В'ячеслав Дмитрович (10.12.1974)
- Савицький Олександр Валерійович (03.05.1971)
- Кирик Володимир Михайлович (10.07.1967)
- Полковников Олег Олегович (13.12.1973)

Нападники:
- Олецький Валентин Арнольдович (02.06.1971)
- Литвиненко Віталій Іванович (14.03.1970)
- Кулабухов Вадим Вікторович (17.04.1969)
- Ніколаєв Андрій Анатолійович (18.09.1972)
- Буценко Костянтин Леонідович (10.03.1969)
- Підгурський Дмитро Іванович (11.02.1973)
- Бобровников Василь Валентинович (08.11.1971)
- Аліпов Євген Леонідович (12.09.1965)
- Фадєєв Михайло Олександрович (11.10.1971)

Тренер:
- Фадєєв Олександр Михайлович (17.06.1945)